# Купневський Борис Леонідович
Борис Леонідович Купне́вський (1 травня 1910, Корсунь — 19 квітня 1995, Чернівці) — український живописець і педагог; член Чернівецької організації Спілки радянських художників України з 1946 року.

## Біографія
Народився 1 травня 1910 року в містечку Корсуні (нині місто Корсунь-Шевченківський Черкаської області, Україна). Протягом 1929—1934 років навчався на факультеті живопису в Київському художньому інституті, був учнем Фотія Красицького, Федора Кричевського, Костянтина Єлеви, Михайла Бернштейна. У 1935 році продовжив освіту в Ленінградському інституті живопису, скульптури й архітектури в майстерні Ісака Бродського.
Упродовж 1937—1941 років викладав образотворче мистецтво у середній школі міста Києва. Брав участь у німецько-радянській війні. У 1944—1945 роках викладав образотворче мистецтво в Корсуні-Шевченківському; у 1945 році обіймав посаду заступника директора Музею історії Корсунь-Шевченківської битви. З 1945 року — в Чернівцях: у 1949—1961 очолював Чернівецьку організацію Спілки радянських художників України; у 1971—1981 працював на посаді директора Чернівецької дитячої художньої школи. Мешкав у Чернівцях у будинку на вулиці Щорса, № 3, квартира № 1. Помер у Чернівцях 19 квітня 1995 року.

## Творчість
Працював у галузі станкового живопису. У стилі соціалістичного реалізму створював тематичні композиції, портрети, пейзажі. Серед робіт:
- «Домна «Комсомолка» будується» (1935);
- «Молочарня» (1947);
- «Корсунь-Шевченківська дуга» (1947);
- «Максим Горький біля хворого Володимира Леніна» (1949);
- «Великі стратеги революції» (1952);
- «Свій майстер» (1954);
- «Після трудового дня» (1957);
- «Водопій» (1960-ті);
- «Перші турботи» (1960);
- «Село» (1960);
- «До рідного колгоспу» (1961);
- «Сержант у відпустці» (1965);
- «Перші клопоти» (1967);
- «Буковинські доярки» (1967);
- «Розмова Тараса Шевченка з селянами» (1968);
- «Вісті з Симбірська» (1970);
- «Ленін проголошує радянську владу» (1972);
- «Моя мама» (1980-ті).

Брав участь у республіканських виставках з 1937 року, всесоюзних — з 1938 року.
Окремі роботи зберігаються у Корсунь-Шевченківському історико-культурному заповіднику, Чернівецькому художньому музеї.